# 酸化アルミニウム
酸化アルミニウム（さんかアルミニウム、英: aluminium oxide）は、化学式がAl2O3で表されるアルミニウムの両性酸化物である。通称はアルミナ（α-アルミナ）、礬土（ばんど）。天然にはコランダム、ルビー、サファイアとして産出する。おもに金属アルミニウムの原料として使われるほか、硬度を生かして研磨剤、高融点を生かして耐火物としての用途もある。立方晶系のγ-アルミナは高比表面積を持つことから触媒として重要である。

## 産出
天然には、結晶がコランダム（三方晶系）として産出するほか、水和物がボーキサイトの主成分として存在する。ルビーとサファイアはコランダムの変種で、微量の金属イオンが混入することにより呈色し宝石として珍重される。ルビーはクロムが混入することにより深赤色を呈し、ルビーレーザーなどの用途がある。サファイアは鉄やチタンなどが微量混入し、赤以外の色を呈するコランダムである。

## 性質

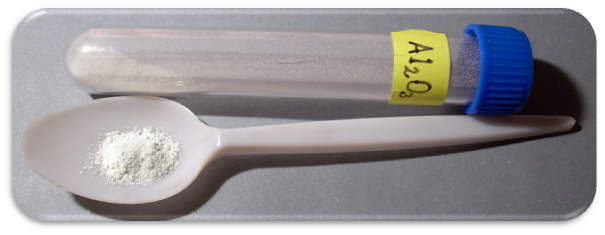
粉末状の酸化アルミニウム

絶縁体、高熱伝導率（30 Wm−1K−1）のセラミック材料である。一般に結晶の状態で産出し、コランダムまたはα-酸化アルミニウムと呼ばれ、研磨材や切削工具の部品としての用途がある。
酸化アルミニウムにおけるアルミニウムと酸素との結び付きは強く、ここからアルミニウムの単体を取り出すことは難しいが、アメリカ合衆国のチャールズ・マーティン・ホールとフランスのポール・エルーらはそれぞれ、共に電気分解を用いてこれに成功した（ホール・エルー法）。その酸化アルミニウムをアルミニウムの原料であるボーキサイトからとり出す手法として、カール・ヨーゼフ・バイヤーが開発したバイヤー法が用いられている。
カラムクロマトグラフィーにおいて、シリカ（二酸化ケイ素）が酸性のために充填材として用いることができないときに用いられることがある。
誘電正接がほかの素材と比べ、極めて低いことから高周波への応用例がある。

## 用途
融解塩電気分解でアルミニウムの材料とするほか、陶芸などのセラミックス材料としても添加される。また、研削材や砂まき装置等の高強度、高靱性、耐熱衝撃性を求められる分野や、自動車排ガス浄化触媒等の触媒の担体、歯科治療（インレー、クラウンなどの修復物・補綴物）などに広く利用される。また、工業用サンドブラストの研磨剤として利用され、医療用途でも使用されWHOのATC分類では、痤瘡（にきび）の瘢痕を削り取る治療に用いられる。
ミクロン単位で球状に加工したアルミナは、ゴムや合成樹脂に添加することで放熱材料用高熱伝導フィラー、半導体封止材用フィラーとして用いられる。
高純度の結晶鉱石は宝石として珍重される（サファイア、ルビー）。
高純度アルミナは、サファイアを使ったLEDの基板、リチウムイオン二次電池部材、半導体製造装置のセラミックス製部材などに、低ソーダアルミナは、液晶ディスプレイ用ガラスやICパッケージ、自動車プラグなどに使用される。また、誘電正接がほかの素材と比べ、極めて低いことから、一部の高周波測定機やミリ波レーダー等の基板に使用される。しかし、回路パターンの形成法などがFR-4などの一般的なものと異なるため、製作所は違うことが多い。

## 合成法
- 硫酸アルミニウムなどの塩を1,200℃-1,300℃で直接熱分解して合成する。
- 塩化アルミニウムの蒸気に対して、酸素あるいは水蒸気とを1,000℃以上で反応させると粉末状のアルミナが生成する。

## 種類
- アランダム (英: alundum) - 褐色溶解アルミナ。

## 結晶
- γ－アルミナ（低温）- スピネル型
- α－アルミナ（高温）- コランダム型

かつて組成がAl2O3だと考えられていたβアルミナ（Na2O・11Al2O3）は、ナトリウム・硫黄電池の電解質に用いられる。

## 酸化アルミニウム(II)および酸化アルミニウム(I)
酸化アルミニウムにはAl2O3の化学式で表される酸化アルミニウム(III)の他に、AlOの化学式で表される酸化アルミニウム(II)および、Al2Oの化学式で表される酸化アルミニウム(I)が存在する。酸化アルミニウム(II)は高層大気中においてアルミニウム処理された手榴弾が爆発した際に気層から検出され、星の吸収スペクトルからも発見されている。酸化アルミニウム(I)は酸化アルミニウム(III)と金属ケイ素を真空条件下1800℃で加熱することによって得られる物質であり、安定に存在できる温度領域が1050-1600℃であるため通常は気体として存在している。